# Winnertzia sequentis
Winnertzia sequentis is een muggensoort uit de familie van de galmuggen (Cecidomyiidae). De wetenschappelijke naam van de soort is voor het eerst geldig gepubliceerd in 2001 door Mamaev.